# Ernest Frederic de Saxònia-Coburg-Saalfeld
Ernest Frederic de Saxònia-Coburg-Saalfeld - Ernst Friedrich von Sachsen-Coburg-Saalfeld (alemany) - (Saalfeld, 8 de març de 1724 - Coburg, 8 de setembre de 1800) era fill del duc Francesc Josies (1697-1764) i de la princesa Anna Sofia de Schwarzburg-Rudolstadt (1700-1780). Com a fill primogènit va heretar el ducat de Saxònia-Coburg-Saalfeld, que va governar des de l'any 1764 fins a la seva mort. Tot i que inicialment va fixar la seva residència a Coburg, a partir de 1773 es va traslladar a Viena, en ser requerit per l'emperador Josep II d'Habsburg.
El 23 d'abril de 1749 es va casar a la ciutat de Wolfenbüttel amb la duquessa Sofia Antònia de Brunsvic-Wolfenbüttel (1724-1802), filla dels ducs Ferran Albert II (1680-1735) i Antonieta Amàlia de Brunsvic-Lüneburg (1696-1762). El matrimoni va tenir set fills:
- Francesc (15 de juliol de 1750- 9 de desembre de 1806), casat primer amb la princesa Sofia de Saxònia-Hildburghausen, i després amb Augusta de Reuss-Ebersdorf
- Carles Guillem (21 de novembre de 1751 - 16 de febrer de 1757).
- Frederica Juliana (14 de setembre de 1752 - 24 de setembre de 1752).
- Carolina Amàlia (19 d'octubre de 1753 - 1 d'octubre de 1829).
- Lluís Frederic (2 de gener de 1755 - 4 de maig de 1806).
- Ferran August (12 d'abril de 1756 - 8 de juliol de 1758).
- Frederic (4 de març de 1758 - 26 de juny de 1758).